# فاکسیت ریدر
فاکسیت ریدر (به انگلیسی: Foxit Reader) یک برنامه پی‌دی‌اف (PDF) خوان به زبان‌های گوناگون است. نسخهٔ مقدماتی این برنامه که حاوی پی‌دی‌اف‌خوان بوده رایگان است، اما نسخهٔ پیشرفتهٔ این برنامه رایگان نمی‌باشد.
از مزایای این برنامه سرعت بالای بازکردن فایل‌ها و حجم کوچک این برنامه در مقابل رقیب اصلی آن ادوبی ریدر است. این برنامه قابلیت خواندن فایل‌های پی‌دی‌اکس (PDX) را ندارد.